# 로렌 스톰
로런 스톰(Lauren Storm, 1987년 1월 2일 ~ )는 미국의 배우, 모델이다.
시카고에서 태어났다.

## 영화
- 마이 일레븐스 (2014년)
- 멍거 로드 (2011년)
- 저크 이론 (2008, The Jerk Theory)
- 이너 서클 (2009년)
- 아이 러브 유, 베스 쿠퍼 (2009년)
- 창녀 (2008년)
- 레저렉션 메리 (2007년) - 에리카 역
- 게임 플랜 (2007년) - 내니 신디 역
- 해리스 부인 (2005년)